# Etepe Kakoko
Emmanuel Kakoko Etepé (ur. 22 listopada 1950 w Kinszasie) – kongijski piłkarz występujący na pozycji napastnika. Uczestnik Mistrzostw Świata 1974.

## Kariera klubowa
Podczas MŚ 1974 reprezentował barwy klubu CS Imana. W sezonie 1981/82 został zawodnikiem VfB Stuttgart, jednakże zaliczył w nim tylko jeden mecz ligowy. W latach 1983–1984 występował w 2. Bundeslidze, w 1. FC Saarbrücken, gdzie zaliczył 27 spotkań i 9 bramek. W sezonie 1984/1985 grał w Borussii Neunkirchen.

## Kariera reprezentacyjna
Razem z reprezentacją Zairu Etepe Kakoko uczestniczył w Mistrzostwach Świata 1974. Na Mundialu wystąpił w dwóch spotkaniach z reprezentacją Szkocji oraz reprezentacją Jugosławii.
Kilka miesięcy wcześniej wygrał z reprezentacją Puchar Narodów Afryki 1974. Etepe Kakoko wystąpił w obu meczach finałowych tego turnieju przeciwko reprezentacji Zambii. Na tym turnieju strzelił bramkę w meczu grupowym z reprezentacją Mauritiusa.